# 青森県道135号吹上金屋黒石線
青森県道135号吹上金屋黒石線（あおもりけんどう135ごう ふきあげかなやくろいしせん）は、青森県黒石市から平川市に至る一般県道である。

## 概要
平川市高畑の青森県道13号大鰐浪岡線交点から路線が始まり、北上して黒石市浅瀬石で国道102号に接続、さらに北上して青森県道268号弘前田舎館黒石線交点に至る。

### 路線データ
以下は青森県例規集に収録されているデータである。
- 起点 : 平川市吹上
- 終点 : 黒石市

## 歴史
- 1961年（昭和36年）2月10日 - 県道に認定される[1]。

## 地理

### 通過する自治体
- 平川市
- 黒石市

### 交差する道路
- 青森県道13号大鰐浪岡線（平川市高畑、起点）
- 青森県道282号小国本町線（平川市新館）
- 青森県道205号町居平賀停車場線（平川市町居）
- 青森県道116号金屋尾上線（平川市金屋）
- 国道102号（黒石市浅瀬石）
- 青森県道268号弘前田舎館黒石線（黒石市山形町、終点）

### 沿線の施設など
- 平川市立平賀東中学校
- 平川市立平賀東小学校
- 新屋郵便局